# Paul Foerster
Paul Jeffrey Foerster (Rangely, 19 de noviembre de 1963) es un deportista estadounidense que compitió en vela en las clases Flying Dutchman y 470. 
Participó en cuatro Juegos Olímpicos de Verano, entre los años 1988 y 2004, obteniendo en total tres medallas: plata en Barcelona 1992 (clase Flying Dutchman junto con Stephen Bourdow), plata en Sídney 2000 (clase 470 con Robert Merrick) y oro en Pekín 2008 (clase 470 con Kevin Burnham). Ganó dos medallas de oro en el Campeonato Mundial de Flying Dutchman entre los años 1991 y 1992.

## Palmarés internacional
| Juegos Olímpicos   | Juegos Olímpicos         | Juegos Olímpicos | Juegos Olímpicos |
| Año                | Lugar                    | Medalla          | Clase            |
| ------------------ | ------------------------ | ---------------- | ---------------- |
| 1992               | Barcelona (España)       | Medalla de plata | Flying Dutchman  |
| Campeonato Mundial |                          |                  |                  |
| Año                | Lugar                    | Medalla          | Clase            |
| 1991               | Tauranga (Nueva Zelanda) | Medalla de oro   | Flying Dutchman  |
| 1992               | Cádiz (España)           | Medalla de oro   | Flying Dutchman  |

| Juegos Olímpicos | Juegos Olímpicos   | Juegos Olímpicos | Juegos Olímpicos |
| Año              | Lugar              | Medalla          | Clase            |
| ---------------- | ------------------ | ---------------- | ---------------- |
| 2000             | Sídney (Australia) | Medalla de plata | 470              |
| 2004             | Atenas (Grecia)    | Medalla de oro   | 470              |